# Geórgia nos Jogos Olímpicos de Inverno de 2010

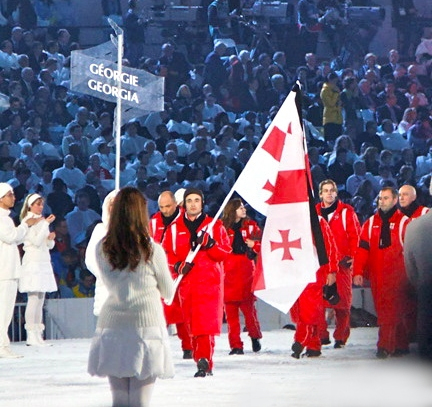
Delegação georgiana desfilou de luto na cerimônia de abertura.

A Geórgia participou dos Jogos Olímpicos de Inverno de 2010, realizados na cidade de Vancouver, no Canadá. Foi a quinta aparição do país em Olimpíadas de Inverno.

## Acidente
Durante uma sessão de treinamento em 12 de fevereiro, o corredor de luge Nodar Kumaritashvili morreu devido aos ferimentos causados por um acidente na volta final do percurso, ao colidir com um haste de aço a uma velocidade de 143,3 km no Whistler Sliding Centre.
A Federação Internacional de Luge imediatamente convocou uma reunião de emergência após o incidente, e todas as sequências de treinamentos do dia foram suspensos.
A delegação georgiana cogitou abandonar as Olimpíadas, mas horas depois confirmou sua participação por "lealdade ao espírito olímpico".

## Desempenho

### Esqui alpino
Feminino
| Atleta         | Evento         | Corrida 1 | Corrida 2 | Total   | Pos. |
| -------------- | -------------- | --------- | --------- | ------- | ---- |
| Nino Tsiklauri | Slalom         | 59.77     | 1:02.55   | 2:02.32 | 50º  |
| Nino Tsiklauri | Slalom gigante | DNF       | DNF       | DNF     | DNF  |

Masculino
| Atleta             | Evento         | Corrida 1 | Corrida 2 | Total   | Pos. |
| ------------------ | -------------- | --------- | --------- | ------- | ---- |
| Iason Abramashvili | Slalom         | 51.89     | DNF       | DNF     | DNF  |
| Iason Abramashvili | Slalom gigante | 1:21.85   | 1:25.38   | 2:47.23 | 46º  |
| Jaba Gelashvili    | Slalom         | DNF       | DNF       | DNF     | DNF  |
| Jaba Gelashvili    | Slalom gigante | 1:23.61   | 1:26.71   | 2:50.32 | 50º  |

### Luge
Masculino
| Atleta           | Evento     | Final      | Final      | Final      | Final      | Final | Final |
| Atleta           | Evento     | 1ª corrida | 2ª corrida | 3ª corrida | 4ª corrida | Total | Pos.  |
| ---------------- | ---------- | ---------- | ---------- | ---------- | ---------- | ----- | ----- |
| Levan Gureshidze | Individual | DNS        | DNS        | DNS        | DNS        | DNS   | DNS   |

### Patinação artística
| Atleta               | Evento              | Programa curto | Programa curto | Programa longo | Programa longo | Total  | Total |
| Atleta               | Evento              | Pontos         | Pos.           | Pontos         | Pos.           | Pontos | Pos.  |
| -------------------- | ------------------- | -------------- | -------------- | -------------- | -------------- | ------ | ----- |
| Elene Gedevanishvili | Individual feminino | 61.92          | 9º             | 93.32          | 17º            | 155.24 | 14º   |

| Atletas                     | Evento        | Dança obrigatória | Dança obrigatória | Dança original | Dança original | Dança livre | Dança livre | Total  | Total |
| Atletas                     | Evento        | Pts.              | Pos.              | Pts.           | Pos.           | Pts.        | Pos.        | Pts.   | Pos.  |
| --------------------------- | ------------- | ----------------- | ----------------- | -------------- | -------------- | ----------- | ----------- | ------ | ----- |
| Allison Reed Otar Japaridze | Dança no gelo | 26.65             | 20º               | 42.22          | 21º            | 63.45       | 22º         | 132.32 | 22º   |

Legenda
| Recorde mundial      | Recorde mundial (World record)               |                       | Recorde africano                      | Recorde africano (African) |                                           | Q | Classificado por posição (Qualified) |
| Recorde olímpico     | Recorde olímpico (Olympic record)            | Recorde da América    | Recorde da América (Americas)         | q                          | Classificado por melhor tempo (Qualified) |   |                                      |
| Melhor marca do ano  | Melhor marca do ano (World leading)          | Recorde asiático      | Recorde asiático (Asian)              | DNS                        | Não largou (Did not start)                |   |                                      |
| Recorde nacional     | Recorde nacional (National record)           | Recorde europeu       | Recorde europeu (European)            | DNF                        | Não terminou (Did not finish)             |   |                                      |
| Recorde pessoal      | Recorde pessoal do atleta (Personal best)    | Recorde da Oceania    | Recorde da Oceania (Oceania)          | DSQ / DQ                   | Desclassificado (Disqualified)            |   |                                      |
| Recorde da temporada | Recorde da temporada do atleta (Season best) | Recorde sul-americano | Recorde sul-americano (South America) | NM                         | Sem marca (No mark)                       |   |                                      |